# Maud Watson
Maud Edith Eleanor Watson (ur. 9 października 1864 w Harrow, Middlesex, zm. 5 czerwca 1946 w Charmouth) – brytyjska tenisistka, pierwsza zwyciężczyni Wimbledonu.

## Życiorys
Była córką duchownego. W finale pierwszej edycji gry pojedynczej kobiet na Wimbledonie w 1884 okazała się najlepsza z 13 uczestniczek, pokonując w półfinale Blanche Bingley, a w finale starszą siostrę Lillian 6:8, 6:3, 6:3. W kolejnych latach walczyła o tytuł z Bingley, pokonując ją w 1885 (6:1, 7:5) i przegrywając w 1886 (3:6, 3:6). Triumfowała również w innych turniejach na Wyspach Brytyjskich – w międzynarodowych mistrzostwach Irlandii (1884, 1885) i pierwszych międzynarodowych mistrzostwach Walii (1887). Była także mistrzynią Irlandii w grze mieszanej.
Maud i Lillian Watson były jedynymi siostrami walczącymi o tytuł w jednym z najbardziej prestiżowych turniejów tenisowych (później nazwanych wielkoszlemowymi) aż do początku XXI wieku, kiedy ośmiokrotnie w finałach spotykały się Serena i Venus Williams.